# هولمز في واشنطن (فلم 1943)
هولمز في واشنطن (بالإنجليزية: Sherlock Holmes in Washington) فيلم غموض من سلسلة أفلام شرلوك هولمز، تم عرضه عام 1943 مقتبس عن رواية شرلوك هولمز من تأليف آرثر كونان دويل ومن بطولة باسل راثبون.

## مقالات ذات صلة
- شرلوك هولمز

## روابط خارجية
- مقالات تستعمل روابط فنية بلا صلة مع ويكي بيانات